# Polyphylla
Polyphylla (Harris, 1841) è un genere di coleotteri appartenenti alla vasta famiglia degli scarabaeidae ed alla sottofamiglia dei melolonthinae.

## Descrizione

### Adulti

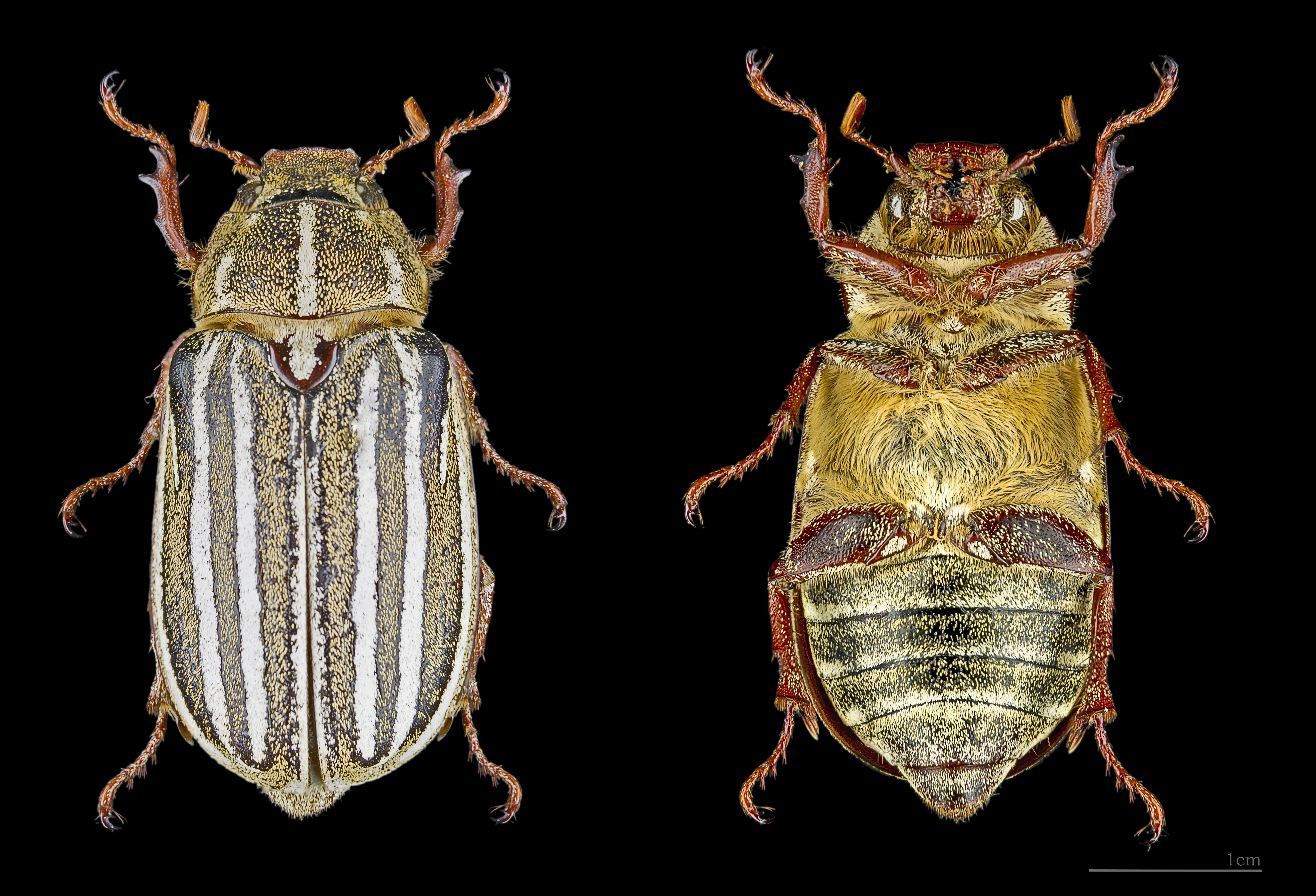
Doppia visione di una polyphylla decemlineata.

Questi coleotteri sono molto vistosi non solo per le grandi dimensioni (ad esempio polyphylla fullo può raggiungere i 4 cm di lunghezza), ma anche per i colori che sono generalmente molto appariscenti. Molte specie sono marmorizzate ma si trovano anche specie striate, come la polyphylla decemlineata o interamente di un colore tra il grigio e il bianco. Generalmente questo genere di coleotteri presenta un dimorfismo sessuale pronunciato con i maschi che sono generalmente lievemente più piccoli delle femmine e presentano un paio di vistose antenne a forma di ventaglio. La parte inferiore del corpo è di un colore poco appariscente e presenta una lieve peluria. Tuttavia in alcune specie è dello stesso colore delle elitre.

### Larve
Le larve sono della classica forma a "C" e, viste le dimensioni degli adulti, sono di grandi dimensioni. La testa presenta un paio di poderose mandibole atte a frantumare il cibo ed è sclerificata, molto dura e di un colore tra l'arancione ed il rossiccio. Le sei zampe, poste immediatamente dietro alla testa, sono sclerificate,  per consentire all'insetto di muoversi più facilmente nel terreno in cui vive, e sono dello stesso colore della testa. Lungo i fianchi esse presentano una fila di forellini chitinosi che costituiscono l'apparato respiratorio dell'insetto.

## Biologia

### Adulti
Gli adulti sono generalmente estivi e di abitudini strettamente crepuscolari e notturne. Durante le poche settimane di vita essi non si nutrono, ma consumano tutte le energie accumulate nello stadio larvale per ricercare un partner con cui accoppiarsi. Occasionalmente, però, essi si nutrono degli aghi più teneri dei pini (infatti sono detti anche maggiolini dei pini).

### Larve
Le larve si sviluppano in circa 2 anni e in questo arco di tempo moltiplicano di centinaia di volte le loro dimensioni. Si nutrono delle radici di piante erbacee. Il periodo larvale si può suddividere in tre fasi principali denominate L1, L2 ed L3.

## Distribuzione e habitat
Il genere polyphylla è distribuito in tutto il mondo fatta eccezione delle regioni polari.

## Tassonomia
Qui sotto sono riportate le specie appartenenti al genere polyphylla:
- Polyphylla adspersa Motschulsky, 1854 c g
- Polyphylla aeola La Rue, 1998 i
- Polyphylla aeolus La Rue, 1998 c g b
- Polyphylla alba (Pallas, 1773) c g
- Polyphylla albertischulzi Kuntzen, 1933 g
- Polyphylla albolineata (Motschulsky, 1861) c g
- Polyphylla anivallis La Rue, 2016 c g
- Polyphylla annamensis (Fleutiaux, 1887) c g
- Polyphylla anteronivea Hardy, 1978 i c g b
- Polyphylla arguta Casey, 1914 i c g b
- Polyphylla avittata Hardy, 1978 i c g b
- Polyphylla barbata Cazier, 1938 i c g b
- Polyphylla boryi (Brullé, 1832) c g
- Polyphylla brownae Young, 1986 i c g
- Polyphylla cavifrons LeConte, 1854 i c g b
- Polyphylla comes Casey, 1914 i c g b
- Polyphylla concurrens Casey, 1889 c g
- Polyphylla conspersa Burmeister, 1855 c g
- Polyphylla crinita LeConte, 1856 i c g b
- Polyphylla dahnshuensis Li & Yang, 1997 c g
- Polyphylla davidis Fairmaire, 1888 c g
- Polyphylla decemlineata (Say, 1824) i c g b
- Polyphylla devestiva Young, 1966 i c g
- Polyphylla diffracta Casey, 1891 i c g b
- Polyphylla donaldsoni Skelley, 2005 i c g b
- Polyphylla edentula (Harold, 1878) c g
- Polyphylla erratica Hardy, 1978 i c g b
- Polyphylla exilis Zhang, 1984 c g
- Polyphylla formosana Niijima & Kinosheta, 1923 c g
- Polyphylla fullo (Linnaeus, 1758) c g
- Polyphylla gracilicornis (Blanchard, 1871) c g
- Polyphylla gracilis Horn, 1881 i c g b
- Polyphylla hammondi LeConte, 1856 i c g b
- Polyphylla hassi Hass & Reichenbach, 2014 c g
- Polyphylla hirsuta Van Dyke, 1933 i c g b
- Polyphylla intermedia Zhang, 1981 c g
- Polyphylla irrorata (Gebler, 1841) c g
- Polyphylla jessopi De Wailly, 1997 c g
- Polyphylla koso La Rue, 2016 c g
- Polyphylla laticollis Lewis, 1887 c g
- Polyphylla lerestifi Guerlach, 2012 c g
- Polyphylla maculipennis Moser, 1919 c g
- Polyphylla maroccana Peyerimhoff, 1925 c g
- Polyphylla mescalerensis Young, 1988 i c g b
- Polyphylla minor Nomura, 1977 c g
- Polyphylla modulata Casey, 1914 i c g
- Polyphylla monahansensis Hardy, 1978 i c g b
- Polyphylla morroensis La Rue, 2016 c g
- Polyphylla multimaculata Hardy, 1981 i c g
- Polyphylla navarretei Zidek, 2006 c g
- Polyphylla naxiana Reitter, 1902 c g
- Polyphylla nigra Casey, 1914 i c g b
- Polyphylla nikodymi De Wailly, 1997 c g
- Polyphylla nubecula Frey, 1962 c g
- Polyphylla nubila Van Dyke, 1947 i c g b
- Polyphylla occidentalis (Linnaeus, 1767) i c g b
- Polyphylla olivieri (Castelnau, 1840) c g
- Polyphylla parva Kobayashi & Chou, 2008 c g
- Polyphylla persica Brenske, 1902 c g
- Polyphylla petitii (Guérin-Méneville, 1844) i c g
- Polyphylla phongsali Zidek, 2006 c g
- Polyphylla ploceki Tesar, 1944 c g
- Polyphylla pottsorum Hardy, 1978 i c g b
- Polyphylla pubescens Cartwright, 1939 i c g
- Polyphylla ragusae Kraatz, 1882 c g
- Polyphylla ratcliffei Young, 1986 i
- Polyphylla rugosipennis Casey, 1914 i c g
- Polyphylla schestakowi Semenov, 1900 c g
- Polyphylla schoenfeldti Brenske, 1890 c g
- Polyphylla sicardi Bedel, 1917 c g
- Polyphylla sikkimensis Brenske, 1896 c g
- Polyphylla simoni Sehnal & Bezdek, 2011 c g
- Polyphylla sobrina Casey, 1914 i c g b
- Polyphylla socorriana La Rue, 2016 c g
- Polyphylla squamiventris Cazier, 1939 i c g
- Polyphylla starkae Skelley, 2009 c g b
- Polyphylla stellata Young, 1986 i c g
- Polyphylla taiwana (Sawada, 1950) c g
- Polyphylla tonkinensis Dewailly, 1945 c g
- Polyphylla tridentata Reitter, 1890 c g
- Polyphylla turkmenoglui Petrovitz, 1965 c g
- Polyphylla uteana Casey, 1892 c g b
- Polyphylla variolosa (Hentz, 1830) i c g b
- Polyphylla vietnamica Kobayashi & Fujioka, 2016 c g
- Polyphylla woodruffi Skelley, 2005 i c g